# Georg Christian Freund
Georg Christian Freund (7. februar 1821 i Altona – 6. april 1900 i København) var en dansk billedhugger.
Georg Christian Freund var far, Johan Friedr. Freund, var kongelig møntmester; hans mor var Hanne født Kreiner. 1836 blev han sendt til København for under vejledning af sin farbror, professor H.E. Freund, at uddanne sig til billedhugger. Hos farbroren arbejdede han indtil dennes død 1840, derefter hos H.W. Bissen, og i sin hele virksomhed har han fulgt det spor, som var draget af disse ældre kunstnere, der atter, hver på sin vis, vare påvirkede af Thorvaldsen; på den moderne retning i skulpturen er han aldrig kommet ind. I ungdommen arbejdede han også under G. Bindesbølls ledelse med på den indre udsmykning af Thorvaldsens Museum. Imidlertid havde han gennemgået Kunstakademiets skoler og medaljekonkurrencer indtil den lille guldmedalje, som han vandt 1845 for et relief af Hectors og Andromaches afsked; 1849 og 1853 vandt han den Neuhausenske Præmie. Hans selvstændige produktion har overvejende en idyllisk karakter; i denne retning har han udført meget elskværdige arbejder, der også have fundet påskønnelse, for eksempel en lille pige med en kat (et motiv, som han har varieret i forskellige udgaver); to Venner, c: en dreng og en hund; en ung pige, som spinder; en pige, som spejler sig efter badet; grupper af mødre med deres småbørn osv. Dog har han også behandlet motiver af andre arter. Efter et længere ophold i Rom (1854-60), hvortil han fik nogen offentlig understøttelse, udstillede han 1861 sit bedste arbejde, en statue af en nøgen bocciaspiller; det er en figur af en smuk og stilfuld plastisk holdning, og som viser gode studier både af antikke atletfigurer og af det virkelige liv. Han udførte nogle af Thorvaldsens arbejder i marmor til hans museum. Efter et par senere og kortere ophold i Rom valgtes han 1869 til medlem af Kunstakademiet, 1892 blev han titulær professor og 1898 Ridder af Dannebrog.
Da hans farbrors og lærers berømte Ragnaroksfrise var gået til grunde ved Christiansborgs brand 1884, modellerede Freund, der i sin ungdom havde deltaget i udførelsen af dette værk, en omhyggelig reproduktion af det – et foretagende, der vidner om prisværdig pietet, men dog i gennemførelsen lider af mathed.
Freund ægtede 1861 Jacobine Felixine Dewhurst, født Magens (død 1869); 1870 ægtede han Agnes Georgiana Dewhurst.
Freund er begravet på Garnisons Kirkegård. Han er malet af Christen Købke 1847. Tegninger af samme (Frederiksborgmuseet) og P.C. Skovgaard 1843 (Kobberstiksamlingen). Træsnit 1874 efter fotografi.